# Chondrostoma knerii
Chondrostoma knerii är en fiskart som beskrevs av Heckel, 1843. Chondrostoma knerii ingår i släktet Chondrostoma och familjen karpfiskar. IUCN kategoriserar arten globalt som sårbar. Inga underarter finns listade i Catalogue of Life.